# 洛富县
洛富县，中国古县名。
唐朝时置，属桂州所领羁縻温泉州，治所在今广西壮族自治区宜州市东南、清潭西。宋朝时，属宜州所领羁縻温泉州，后废。 